# Dakar-Matin
Pour les articles homonymes, voir Dakar (homonymie).
Dakar-Matin (1961-1970) est un ancien quotidien sénégalais fondé à Dakar un an après l'indépendance du Sénégal proclamée en 1960. Proche du pouvoir, en situation de quasi-monopole, ce fut le plus important titre de la presse sénégalaise au cours des années 1960. En 1970, il fut remplacé par Le Soleil, un quotidien d'information qui paraît toujours.

## Histoire
Succédant à Paris-Dakar (1933-1961) fondé par Charles de Breteuil et qui était destiné à la population française de Dakar, Dakar-Matin est lancé en 1961 par un proche du président Senghor, Daniel de Bergevin, surnommé « Bergo », à la fois journaliste et rédacteur en chef. 
Quotidien de pure information, Dakar-Matin fait partie du groupe détenu par une famille française, celle de Charles de Breteuil, qui avait déjà lancé Paris-Dakar et qui contrôle par ailleurs les titres les plus élaborés de la presse francophone d'Afrique subsaharienne, tels que Abidjan-Matin, La Presse du Cameroun ou Bingo.
La transformation du journal en 1961 s'accompagne d'une « sénégalisation » significative de l'information. Désormais 80 % des nouvelles concernent le Sénégal et à peine 15 % la France, une proportion totalement inversée par rapport à son prédécesseur Paris-Dakar.
Pour mener à bien cette évolution, Dakar-Matin dispose d'un réseau d'environ 15 correspondants locaux dans des villes autres que la capitale, une logistique qui contribua sans doute à sa relative longévité, par comparaison avec Abidjan-Matin par exemple.  

Sa ligne est modérée, généralement favorable à la politique du président Senghor et à ses liens avec la France. Une revue de presse universitaire, consacrée à la crise constitutionnelle qui opposa en 1962 le Premier ministre Mamadou Dia à Senghor, met en évidence le conformisme du journal : véritable porte-parole du parti dominant, l'UPS, il donne peu d'informations factuelles sur les événements eux-mêmes, reproduit les discours officiels et, au lendemain de la crise, célèbre sans détours la victoire de Senghor :
« Dakar s'est réveillé hier matin dans la joie et dans l'espérance. Depuis quelques jours, en dépit du vent et de l'air frais, les gens étaient comme oppressés. Aujourd'hui, ils respirent à pleins poumons l'air de la liberté. »
De fait, la famille de Breteuil s'était d'abord montrée très prudente : au plus fort de la crise, le journal avait cessé de paraître pendant quelques jours.
En 1962, son tirage est d'environ 21 000 exemplaires. Cependant, au milieu de la décennie il chute à 18 000 exemplaires. À la fin de la décennie, notamment lors de la crise sociale de mai 1968, le quotidien semble se départir de sa modération habituelle (« son style discret de mensonge par omission ») et s'implique dans le débat, à tel point que l'Union nationale des travailleurs sénégalais (UNTS) lui reproche, au lendemain de la grève du 30 mai 1968, de s'être livré à « une campagne systématique d'accusations calomnieuses et de dénigrement des dirigeants syndicaux ».
En parallèle, le pays poursuit son émancipation, notamment dans le domaine de la presse écrite. Dakar-Matin, supprimé, cesse de paraître le 20 mai 1970, remplacé par Le Soleil, qui échappe désormais à la famille de Breteuil et dont la rédaction se compose exclusivement de Sénégalais, dont des journalistes issus du Dakar-Matin comme Eugénie Rokhaya Aw N’diaye.